# Ludwig Ruckdeschel
Ludwig Ruckdeschel, född 15 mars 1907 i Bayreuth, död 8 november 1968 i Wolfsburg, var en tysk nazistisk politiker och SS-Gruppenführer. Han var 1933–1945 ställföreträdande Gauleiter för Gau Bayerische Ostmark. Han var därtill ledamot av Tyska riksdagen.

## Biografi
Ruckdeschel blev 1923 medlem i Sturmabteilung (SA). Han gick med i Nationalsocialistiska tyska arbetarepartiet (NSDAP) efter dess nygrundande 1925. 
Den 30 januari 1933 utnämndes Adolf Hitler till Tysklands rikskansler. Två dagar senare blev Ruckdeschel ställföreträdande Gauleiter i Gau Bayerische Ostmark, först för Hans Schemm och från 1935 för Fritz Wächtler.
I andra världskrigets slutskede förklarade Adolf Hitler Bayreuth som en fästning och de nazistiska ledarna förbjöds att lämna staden. När amerikanska soldater närmade sig Bayreuth, flydde Wächtler med sin stab. Ruckdeschel angav då denne för fanflykt och den 19 april 1945 greps Wächtler och blev summariskt avrättad. Ruckdeschel talade i radio tre dagar senare och uppmanade befolkningen till motstånd in i det sista. Den 24 april lät Ruckdeschel offentligt avrätta två personer, Johann Maier (1906–1945) och Josef Zirkl (1875–1945), som hade propagerat för att staden skulle kapitulera inför fienden.
Efter kriget dömdes Ruckdeschel till åtta års fängelse för avrättningen av Maier och Zirkl.